# Laurent Montoya
Pour les articles homonymes, voir Montoya.
Laurent Montoya est un footballeur professionnel français, né le 28 septembre 1980 à Lyon. Il évolue au poste de défenseur.

## Biographie
Formé à l'Olympique lyonnais, il évolue ensuite avec l'équipe réserve. Lors de la saison 2000-2001, il termine deuxième de son groupe de CFA, remporte la Coupe du Rhône-Alpes puis le Championnat de France des réserves professionnelles.
En 2005, il est mis en cause, avec Wagneau Eloi, Mario Espartero et Gunter Van Handenhoven pour avoir « volontairement levé le pied » et ainsi faussé le résultat d'un match perdu 7-0 par La Louvière face à Lierse le 21 mai 2005. Il est suspendu pour trois mois avec sursis par la commission de contrôle de l'Union belge, sanction portée à un an avec sursis par le comité d'appel, « l'attitude répréhensible de La Louvière » ayant été retenue comme circonstance atténuante. Les joueurs incriminés avaient expliqué que leur attitude était une manifestation contre le président de La Louvière qui n'aurait pas payé leurs salaires.

## Carrière
- 2000-2003 :  Olympique lyonnais (1 match, 0 but)
- 2003-2003 :  FC Lorient (14 matchs, 0 but)
- 2003-2004 :  FC Rouen (25 matchs, 1 but)
- 2004-2006 :  RAA Louviéroise (27 matchs, 1 but)[5]

## Palmarès
- Champion de France de Ligue 1 en 2003 avec Lyon